# Mornington Peninsula Freeway
Der Mornington Peninsula Freeway  ist eine Autobahn im Süden des australischen Bundesstaates Victoria. Zurzeit besteht er noch aus zwei Teilen. Der nördliche Teil verbindet die Springvale Road in Chelsea Heights mit dem Frankston Freeway und dem EastLink in Carrum Downs. Der südliche Teil verbindet den Moorooduc Highway in Moorooduc South mit der Boneo Road in Rosebud. Ab 2013 soll der Lückenschluss erfolgen, sodass sich ein durchgehender Freeway von den südöstlichen Vororten von Melbourne zur Spitze der Mornington-Halbinsel ergibt.

## Geschichte
Der Freeway war erstmals im Melbourne Transportation Plan von 1969 als Freeway-Korridor F6 ausgewiesen. In den 1970er-Jahren wurde der Wells Road Bypass zum Frankston Freeway ausgebaut. Der Weiterbau des Freeways, einschließlich einer Ortsumgehung von Frankston, war geplant, aber 1982 gab es einen Regierungswechsel. Die neue Staatsregierung wollte keinen Freeway entlang der Küste, sondern betrieb stattdessen der Ausbau der Wells Road Richtung Braeside.
Der südliche Abschnitt des Freeways, der bereits 'Mornington Peninsula Freeway' (oder auch Dromana Freeway) genannt wurde, zwischen dem Nepean Highway in Dromana und der Jetty Road in Rosebud war bereits 1975 fertiggestellt worden. Der Abschnitt zwischen Dromana und Moorooduc South zum Moorooduc Highway wurde Mitte der 1990er-Jahre gebaut.

## Verlauf
Der Mornington Peninsula Freeway ist noch nicht fertiggestellt. VicRoads erklärt seit Jahrzehnten, dass der Verkehr auf dieser Strecke nicht dicht genug sei, um eine Umgehungsstraße für Frankston zu rechtfertigen, der den mittleren Abschnitt des Freeways darstellen würde. Die beiden Teile des Freeways sind heute durch einen Highway miteinander verbunden, der durch die Innenstadt von Frankston führt.
Der nördliche Abschnitt beginnt an der Springvale Road (S40) in Chelsea Heights und führt 7 km nach Süden bis zur Einmündung des EastLink (M3) bei Carrum Downs.
Der südliche, etwa 20 km lange Abschnitt zweigt in Moorooduc South vom Moorooduc Highway (S11) ab, quert den Nepean Highway (B110) bei Mornington und nochmals nördlich von Dromana. Anschließend passiert er Dromana und endet im Süden von Rosebud an der Boneo Road (C777). Dieser südliche Teil des Freeways führt durch Weinfelder und Gärten und vorbei an Gestüten.
Der Mornington Peninsula Freeway (einschließlich des Moorooduc Freeway) verläuft weitgehend parallel zum Nepean Highway und soll diesen entlasten.

## Weiterer Ausbau
Die Ortsumgehung von Frankston (Peninsula Link) ist zurzeit im Bau und soll 2013 fertiggestellt werden. Sie umgeht die Stadt in einem weiten Bogen im Osten, der an der Einmündung des EastLink ansetzt, durch Baxter und Moorooduc führt und am Moorooduc Highway (S11) endet.
Weiters ist eine Verlängerung des Freeways nach Norden durch Braeside bis nach Dingley Village geplant. An der dortigen Centre Dandenong Road soll die spätere Anbindung an den ebenfalls geplanten Dingley Highway erfolgen.
Im Süden ist der Ausbau auf Freeway-Standard geplant. So soll die Boneo Road südlich von Rosebud höhenfrei angebunden und der Freeway Richtung Westen, vorbei ein Rye, bis nach Blairgowrie weitergeführt werden. An der dortigen Melbourne Road soll er an den Nepean Highway (B110) angeschlossen werden.

## Kreuzungen und Anschlüsse

### Nördlicher Abschnitt
| Mornington Peninsula Freeway |                                |                                |                                                                               |
| Anschlüsse Richtung Norden | Entfernung nach Melbourne (km) | Entfernung nach Frankston (km) | Anschlüsse Richtung Süden                                                     |
| Ampelkreuzung (im Uhrzeigersinn vom Freeway aus) Springvale Road nach Edithvale und Melbourne über Nepean Highway Springvale Road nach Springvale und Melbourne über Monash Freeway |                                |                                |                                                                               |
| Ende Mornington Peninsula Freeway | 31                             | 13                             | Beginn Mornington Peninsula Freeway                                           |
| Chelsea, Bangholme Thames Promenade | 33                             | 11                             | keine Ausfahrt                                                                |
| Carrum, Cranbourne Thompsons Road | 36                             | 8                              | Cranbourne, Carrum Thompsons Road                                             |
| Beginn Mornington Peninsula Freeway vom Frankston Freeway | 39                             | 5                              | Flinders, Portsea Peninsula Link (Ortsumgehung Frankston) im Bau              |
| Beginn Mornington Peninsula Freeway vom Frankston Freeway | 39                             | 5                              | Carrum Downs, zur über Melbourne Rutherford Road                              |
| Beginn Mornington Peninsula Freeway vom Frankston Freeway | 39                             | 5                              | Ende Mornington Peninsula Freeway weiter als Frankston Freeway nach Frankston |

### Südlicher Abschnitt
| Mornington Peninsula Freeway (Dromana Freeway)                                                               |                                |                              |                                                           |
| Anschlüsse und Kreuzungen Richtung Norden                                                                    | Entfernung nach Melbourne (km) | Entfernung nach Portsea (km) | Anschlüsse und Kreuzungen Richtung Süden                  |
| Ende Mornington Peninsula Freeway weiter als Moorooduc Highway nach Frankston                                | 72                             | 41                           | Beginn Mornington Peninsula Freeway vom Moorooduc Highway |
| Balnarring, Somers Old Moorooduc Road                                                                        | 72                             | 41                           | Beginn Mornington Peninsula Freeway vom Moorooduc Highway |
| Melbourne Peninsula Link (Ortsumgehung Frankston) im Bau                                                     | 72                             | 41                           | Beginn Mornington Peninsula Freeway vom Moorooduc Highway |
| weiter als                                                                                                   | 79                             | 34                           | Red Hill, Mornington Nepean Highway                       |
| Mornington, Red Hill Nepean Highway                                                                          | 79                             | 34                           | zusammen mit                                              |
| zusammen mit                                                                                                 | 84                             | 29                           | Red Hill, Safety Beach Nepean Highway                     |
| Safety Beach, Red Hill Nepean Highway über Ponderosa Place                                                   | 84                             | 29                           | weiter als                                                |
| Dromana, Arthurs Seat McCulloch Street                                                                       | 86                             | 27                           | Arthurs Seat, Dromana Arthurs Seat Road                   |
| keine Ausfahrt                                                                                               | 88                             | 25                           | McCrae Lonsdale Street                                    |
| Beginn Freeway                                                                                               | 90                             | 23                           | Ende Freeway                                              |
| Rosebud, Main Ridge Jetty Road                                                                               | 90                             | 23                           | Main Ridge, Rosebud Jetty Road                            |
| Beginn Mornington Peninsula Freeway                                                                          | 92                             | 21                           | Ende Mornington Peninsula Freeway                         |
| Kreisverkehr (im Uhrzeigersinn von Freeway aus) Boneo Road nach Flinders Boneo Road nach Rosebud und Portsea |                                |                              |                                                           |